# Недашки
Неда́шки — село в Малинском районе Житомирской области, Украина. Основано дворянами Недашковскими (Недашкоўскі / Niedaškowski / Niedaszkowski), которые впоследствии перешли к украинским казакам, стали начальниками казаков и за ними закреплено универсалом их имение.
Население составляет 592 человека. Код КОАТУУ — 1823485801.
Через село протекает река Звиздаль с болотистыми берегами, поросшими лесом, — приток Ужа, впадающего в Припять — приток Днепра.

## История

### Родовое поселение Недашки
Деревня создана предками древлян, верхне-лужицкими сербами - переселенцами из деревни Недашцы (сейчас - (нем. Nedeschwicz; в.-луж. Njezdašecy) из Верхней Лужицы, сейчас - Германия.
С востока их земли ограничивал Ирша, а с севера Ворсовка, за которой жили дреговичи.

Имя «древляне», по объяснению летописца, дано им потому, что они жили в лесах. Описывая нравы древлян, летописец выставляет их народом крайне грубым («живяху скотьски, убиваху друг друга, ядяху все нечисто, и брака у них не бываще, но умыкиваху у воды девица»).
В 6—7 ст. древляне были одним из мощнейших родоплеменных объединений восточных славян. Родовые сёла древлян гнёздами окружали города — грады Искоростень, Вручий, Малин, основывались на входах и выходах земли древлян, на важных военных путях водой и суходолом.
Одним из них было родовое поселение Недаша — воина, которому судилась длинная история.
Со старорусским прозвищем Недаш также связаны названия Недажино (Луг) (деревня в Псковской губернии, сегодня — деревня Красноармейск, Порховский район, Псковская область), Неважино.
Варианты прозвища в других славянских языках: старорусское Недашь, пол. Niedasz, чеш. Nedaš (полабско-поморский, личное — Nedaška) — гипокористики от праславянского *Nedamirъ, *Nedabylъ. С данным именем связано ещё новгородское географическое название Недашецы (деревня на реке Рапля Недашецкой волости Тихвинского уезда), находящее полное соответствие с полабско-поморским топонимом Nedasitze в Германии, известном с 1318 года. Далее к этому имени восходят: Недашев (село на реке Щетинка Чаусского уезда Могилёвской губернии), Недошевичи (пол. Niedasewice деревня недалеко от города Новогрудок Минской губернии), Niedaszkowska Sloboda (село недалеко от города Овруч Волынской губернии), Недашковская (слобода близ города Радомысль Киевской губернии).
Неподалёку Недашек найдена группа могильников из 40 курганов, размещённых на песчаных холмах. Земляные работы на одном из курганных могильников в недавние времена нашли погребение времен летописных древлян.
Прочно установившийся обряд погребения свидетельствует о существовании определённых религиозных представлений о загробной жизни: отсутствие оружия в могилах свидетельствует о мирном характере племени; находки серпов, черепков и сосудов, железных изделий, остатков тканей и кож указывают на существование у древлян хлебопашества, промыслов гончарного, кузнечного, ткацкого и кожевенного; множество костей домашних животных и шпоры указывают на скотоводство и коневодство; множество изделий из серебра, бронзы, стекла и сердолика, иноземного происхождения, указывают на существование торговли, а отсутствие монет даёт повод заключать, что торговля меновая. Политическим центром древлян в эпоху их самостоятельности являлся город Искоростень; в позднейшую пору центр этот, по-видимому, перешёл в город Вручий (Овруч). По сказанию летописи, в давние времена древляне обижали своих соседей полян.
С образованием Киевской Руси древлянская земля подчинена потомками финно-карельских викингов: князь Олег (Хельг) подчинил их Киеву и наложил на них дань. В 907 году древляне принимали участие в победном походе князя Олега на Византию — в числе племен, подчинённых Олегу и участвовавших в походе его на греков, упоминаются и древляне; но они покорились не без упорной борьбы. По смерти Олега они сделали было попытку освободиться; князь Игорь победил их и наложил ещё большую дань.
В 945 году, в ответ на притеснения Руси, захватившей Киев, и попытку собрать чрезмерную дань, жители столицы древлянского княжества — Коростеня — во главе со своим князем Малом восстали против князя Игоря, перебили его воинов, а самого князя привязали к двум наклонённым деревьям и разорвали на части.
Вождь древлян Мал предпринял попытку посвататься к вдове Игоря, княгине Ольге, но та, движимая чувством мести, обманом убила Мала и его сватовское посольство, заживо закопав в землю. После этого Ольга вместе с малолетним сыном Игоря Святославом пошла войной на древлян, разгромив их. Вдове Игоря, Ольге, летопись приписывает окончательное подчинение древлян.
Святослав Игоревич посадил править в древлянской земле своего сына, Олега. Владимир Святой, раздавая волости своим сыновьям, посадил в древлянской земле Святослава, который был убит Святополком Окаянным. Со времени Ярослава Древлянская земля входит в состав Киевского княжества.
В X—XI столетии местное поселение земли вокруг Малина использовало для охоты, рыболовства, пчеловодства, земледелия. Заселение территории происходило путём крестьянской колонизации. В то время эти земли принадлежали Литовскому княжеству.
Существует несколько версий о Недашах — Недашковских.
Первая версия связывает его имя с русской царицей Екатериной II, которая дала эти земли «дворянам Недашам (Недашковским)» за военную службу.
Недашковские — дворянский род, вместе с родом Дидковских во время правления Екатерины II получивший «статус дворян», «подтвержденный польским королём и литовским князем» (благодаря Меньшикову, который и дал им земли).
Есть и более давняя версия (утверждение Николая Степановича Дидковского, 1905 года рождения), по которому «Недаш получил землю за военную службу деревлянским князьям» и, обойдя лесную «пустыню», то есть незаселённую территорию, осел на ней. Обход земли — поселение родовой группы — известен также в Ходоках и Сингаях.
Поселение Недаша, которое получило имя Недашки, основалось возле урочища Закружье на двух ручьях, на междуречье рек Ирши и Уши, в истоке р. Звиздаль.
«Добрая земля эта, кроме северной стороны», — твердил старожил Григорий Антонович Недашковский, 1886 года рождения.
Земля Недашковская ещё сто лет тому имела «копчики» — насыпанные курганцы, границы пределов родовой территории. Через Недашки проходил древний «путь Искоростень — Киев», поселение в древности было «сторожевым пунктом» деревлян.
Местность вокруг Недашек поражала заросшими могущественными чернолесами, упоминание о которых и ныне живёт в памяти старожилов села — дубравы, грибняки, осочник, ольшина, лозы, здвижи, криницы-животоки, ручьи. Дубняки тянулись к Ксаверова, к Дубраве.
Дубы-великаны достигали до двух метров в диаметре. Ещё до недавнего времени в Гаецкой Лозе выкапывали затонувшие когда-то древние дубы, «синие» от длинного лежания в торфяниках.
Древние жители Недашек занимались, главным образом, как и теперь, хлебопашеством, в основном рожью. Кроме ржи, недашковцы знали и пшеницу, овес, ячмень, просо. Пахали сначала сохой, представляышей собой развесистый сук, который за один конец тянули, а другим, воткнув в землю, пахали.
Занимались и садоводством и скотоводством. Выгоняли свиней в первобытные леса на все лето. Охотно занимались пчеловодством (бортничеством). Держали пчел в «бортях» (в дуплах дубов), где пчелы самые себе делали улей. Архаический способ добывания меда в дуплах старых деревьев и сейчас известный в Недашках: деревянная «острова» — жердь с сучками для лазанья на деревья, а также ремённая «жень» — снасть, плетённая у сталки кожи.
Умели местные жители и хорошо обходиться с деревом, занимаясь плотничеством. Неподалёку от Недашек известное урочище Альчужино (скорее «Кольчужино»). Это было, очевидно, место ремесленного поселения древности.
Веровали недашковцы, как и все восточные славяне, во многих богов, но более всего поклонялись богу Перуну, который «заведовал» громами и молниями, ведь Перун-громовержец был покровителем воинов, божеством дубовых первобытный лесов.
Недаш, судя по источникам народной истории, имел многочисленное потомство, что в прежние времена было нормой, наследием предыдущих обычаев-законов. Большое родовое гнездо Недаша росло, угасало, снова возрождалось.
После присоединения древлянских земель в единое русское государство воины — недашковцы принимали участие в многочисленных военных походах киевских князей. В 1240 г., после захвата монголо-татарской ордой Киева, татарские отряды разбрелись по всем землям русского княжества, неся смерть и разруху. Недашковцы смело выступали против агрессоров, однако в неравной битве почти все погибли, а их поселение сожжено. Через несколько десятилетий, благодаря труду местных жителей, Недашки снова восстали из руин.

### Недашковская околичная шляхта
С первой половины XVI в. в документах вместо термина «бояре» для определения военного слоя все чаще употребляется польский термин «шляхта». И вдобавок шляхту, которая жила в родовых сёлах (так называемых околицах), называли ещё и околичной шляхтой.
В XI — первой половине XVI ст. большая часть украинских земель присоединена к Великому княжеству Литовскому. Окружённое со всех сторон врагами, Литовское княжество всегда нуждалось в сильном войске. Поэтому, учитывая знаменитые боевые традиции недашковцев с дедов — прадедов, их пригласили на военную службу. Недашковские бояре-шляхта (так называли воинов, которые были на хозяйственных землях, полученных за военную службу) как вассалы киевского князя были заняты пограничной сторожевой службой, защищая государство от татарских наскоков.
Во время общего движения, которое объявлялось из Киева в случае приближения или вторжение татар, каждый боярин должен был в составе соответствующего отряда «конно и оружно» выехать навстречу врагу.
Обязанностью заушской шляхты, к которой принадлежали и недашковцы, также был обычай ставить в походе палатки для киевского князя (со временем воеводы). То есть она представляла собой что-то наподобие его личной гвардии. Кроме того, по личному письму киевского воеводы или самого хозяина — великого князя Литовского, они обязаны нести «службу ордынскую» — сопровождать великокняжеских послов и гонцов через степь в Крым или к кочевым Перекопской и Ногайской ордам. За военную службу князь щедро дарил боярину-шляхте разные привилегии, которые освобождали их от налогов. Признаками достоинства шляхты признавались родовые гербы.
В 1569 году после составления Люблянской унии эта местность отошла в состав Польской республики.
Украинская шляхта — потомки рыцарей, православное и грекокатолическое дворянство западного типа — очень часто братались с поляками, что приводило к полонизации магнатских родов. Русинские дворяне зачастую притеснялись по религиозному признаку, результатом чего стало постепенно оформившееся культурное, а затем и боевое противостояние с католической (польской) знатью. Значительная часть украинской шляхты вступила в ряды Войска Запорожского: часть пошла в реестровое казачество, а другая — на Сечь. В разное время предводителями сечевого казачества были шляхтичи, такую шляхту нередко называли «показаченой», позднее её стали именовать «казацкой старшиной», чтобы отличать от рядового казачества, которое сливалось с начальством. Украинское дворянство не играло значительной роли в народном сознании украинцев, однако же казацкое начальство, которое в большинстве было шляхетского рода, являлось проводной сердцевиной национальной элиты.
Природа украинского Полесья, его ландшафты и климат однотипны от Десны до Западного Буга. Здесь малоплодородные песчаные грунты, потому сравнительно мало сёл, городов и дорог, зато достаточно лесов, рек и болот создали благоприятные условия для выращивания льна, а следовательно, и развития ткачества, обработки дерева и железа, возглавляемого из болотной руды, производства поташа и селитры для изготовления пороха и стекла.
Типичная полесская вышивка иллюстрирует архаический геометрический орнамент, ей присуще преобладание красного, богатство узоров на рукавах, манжетах, подоле и минимум — на пазухе женской рубашки, которая прикрывается керсеткою.
Фактурный узор, образованный белым льняным поробком на серой конопляной основе, — главное средство выражения в полесском чиноватом ткачестве.
Гончары изготовляли преимущественно неглазурованную «розовую» и «дымленную» посуду, графически декорированную лощением. Специфические для Полесья «божницы» — полки для икон, украшенные выемчатой резьбой, инкрустированные соломкой, — а также одноимённые полотенца, вышитые с двух или трёх сторон, которыми покрывают иконы на покути.
Полесская деревянная резьба мельче в деталях, чем лесостепная, в ней больше гравированных элементов. Ритм обнажённых брусьев или бревен — основное выразительное средство полесского строительства.
Начиная с XV—XVI ст. на Правобережье появились сотни польских колоний. Много их жителей считались шляхтой, от окружающих «хлопов» различались религией, занятиями и бытом. На Полесье «шляхетские» дома часто строили из гранёных брусьев, а не из круглых бревен. В обрамлениях интерьера и одежды «шляхта» меньше использовала домотканые ткани, вышивки. Ей даже не было к лицу петь на свадьбе, для этого принято нанимать певцов.
Важная роль в местном художественном промысле и промышленности (в частности фарфоро-фаянсовой) принадлежала также еврейским мастерам.
На территориях центральной части Украинского Полесья есть сёла, жители которых до сих пор называют себя «шляхтой».
Эта шляхта расселена в пределах давней Овруччини (последняя включает районы Житомирской области — Овручский, Коростеньский, Народицкий, Малинский, Лугинский, Олевский). Существование шляхетской (когда-то военно-дружинной) прослойки в крае удостоверяет наличие в прошлом тридельной структуры в славянском обществе традиционной эпохи — земледельцев (смердов), воинов (бояр), администрации (князей).
Первые шляхетские села в центральной части Украинского Полесья возникают в древнерусский период. Уже тогда здесь существует село Недашки (в бассейне Ужа).
Сельское брачное право всегда основывалось на системе обычаевых взглядов и норм. Последние воссоздавали чрезвычайно архаическую мировоззренческую систему, сформированную ещё в пору господства родового сообщества. С точки зрения последней, выбор брачной пары не делался вопреки интересам рода. Отпуская детей на вечёрки, родители учитывали не только на достижение ими определённого возраста, но и на то, в какой круг попадал их ребёнок, следили, чтобы сын или дочь даже в общении придерживались норм социального и имущественного равенства: «Мещанин не берет мужички или мужик мещанки, а бедный и неродовитый в селе не может брать богатую».
И до сих пор структура местного свадебного ритуала в селе Недашки сохранила свою полноту и развитость. Она имеет и трёхдольную композицию, которая отвечает общеукраинской брачной традиции.
Предбрачная часть в регионе реализуется через последовательность этапов, которые предусматривают предварительное расспрашивание, сватанье и празднование согласия. Итак, к свадьбе род мальчика трижды посещал дом девушки, а её родителей обязательно приглашали для знакомства с его хозяйством.
Эти этапы в древности отделены одно от одного во времени. Первый из них имеет название спросы, попытки, которые были обязательной частью добрачных переговоров, проявлением народного этикета:
Как отдавали без спроса, говорили «отдать у притули». Спрашиваться чаще всего ходили женщины (мать, крестная), обязательно в будни. Гостей угощали, но решение родителей и девушки считалось предварительным и неокончательным, а также не имело юридической силы.
Каравай выпекали в домах молодого и молодой. Он всегда был круглым, имел многослойную структуру. Нижний пласт выпекали преимущественно из пресного ржаного теста. Эта часть каравая насывается корж. Нижний пласт всегда формировала (вырабатывала) старшая каравайница. На него чаще всего сыпали ячмень (в с. Недашки). В пластах средней части традиционно запекали целые яйца. Верхний пласт имел однородную систему украшений — центральный крест, шишки по всей поверхности, селезёнка по кругу. В центре — большая шишка или пара птиц. Часто количество шишек-украшений отвечало количеству сырых яиц, заложенных в каравай.
Порционное печенье для призыва изготовляли в виде пирожков без начинки или цветов-шишек (в с. Недашки).
Завершающим аккордом свадьбы считалось посещение родителей молодой в следующее по свадьбе воскресенье, которое имели название Пироги. Последние обязательно приносили с собой. Это посещение родителей было первым для молодой после её перехода в состояние замужней женщины. В конце концов, расходились со свадьбы, пройдя двор по рабчунах (дерюгах) на коленах, и на знак прощания за воротами выпивали рюмку (в с. Недашки).
Во времен Богдана Хмельницкого семейный клан польских феодалов (шляхты) Недашковские (Недашкоўскі / Niedaškowski / Niedaszkowski / Недашковский) перешли к украинским казакам и стали начальниками казаков, и за ними закрепили универсалом их имение Недашки на Украине.
Шляхта беспощадно эксплуатировала местное население (Недослав Недашковский). Жители восстали против правителей, влились в крестьянско-казацкое ополчение Богдана Хмельницкого.
Шляхта была открытым сословием воюющих господ, в массе своей — малоземельной «неаристократической» знатью, во время войны превращавшейся в дворянское ополчение. Тем не менее, даже бедные шляхтичи четко дистанцировали себя от «быдла» (bydlo — крупный рогатый скот, мужики). Истинный шляхтич предпочел бы умереть с голода, но не опозорить себя физическим трудом (однако в воспоминаниях французского инженера де Боплана [середина XVII века], шляхтичи служили у него возницами).
Польская шляхта отличалась «гонором» (гордостью или спесью) и демонстративной храбростью. Короля воспринимали как равного себе «пани-браты» и всегда оставляли за собой право на роскошь. Чувство солидарности и равенства шляхтичей выражалось в том, что каждый из заседающих в сейме обладал правом вето. При доминирующем католицизме шляхта была весьма веротерпима, были православные и протестантские шляхтичи. Основными занятиями большинства шляхты в мирное время были охота, полонез и прочие галантные увеселения.
В середине XV ст. за шляхтой законодательно закреплено право полного наследования и распоряжения собственной землёй. Это имело особенно большое значение, ведь до этого их землевладения было условными — принадлежали шляхтичу до тех пор, пока он нёс военную службу, и полной гарантии, что эта земля перейдет к его сыновьям, не существовало.
Укрепление политических и имущественных прав шляхты стало главной причиной т. н. «фамильной революции», которая началась с конца XV ст. Происходит создание шляхетских фамилий собственнического типа.

### Недаши становятся Недашковскими
Существует мнение, что фамилии на -ский, -зкий являются польскими. Это не совсем так. Этот славянский способ собственнического именования распространился везде, где общество знало полную частную собственность на землю.
В середине XVI ст. Великое княжество Литовское, измождённое войнами с Московским царством и татарами, было близко к упадку. В этих условиях литовские князья вынуждены обратиться за помощью к полякам, заключив с ними в 1569 г. Люблянскую унию.
С переходом украинских земель от Литвы к Польше поставлено под сомнение самое существование украинцев как отдельной этнической общности.
С присоединением к Польше возрастает влияние польского элемента и на Волынь, на территории которой находились Недашки. Польские магнаты захватывают лучшие земли, принуждают украинцев перенимать польские обычаи, язык, католическую религию.
Польская экспансия вызвала активное сопротивление волынской околичной шляхты. В 1570 г. делегация заушской шляхты, в состав которой входили недашковцы Антон Иванович и Лашук Демьянович, отбыла к Варшаве к королю Сигизмунда — Августа и добилась от него грамоты о подтверждении их прав и вольностей. Позднее эта грамота подтверждена преемником Сигизмунда-Августа — польским королём Стефаном Баторией. Однако даже грамоты польских королей мало спасали от своеволия магнатов и католической церкви. В первой половине XVII ст. часть Недашковских земель захвачена окатоличенным украинским магнатом Игнатием-Александром Ельцом, который подарил её монахам иезуитского коллегиума. Этот коллегиум построен в 1634 г. в соседнем с Недашками городке Ксаверовы и рассматривался иезуитами как один из плацдармов наступления католицизма на Волынь. Вместе с жителями окружающих сел недашковцы решительно поднялись на защиту православной веры. Иезуитов здесь прилюдно называли «отступниками» и «собаками».
Когда на Украине началась могущественная освободительная война под предводительством Б. Хмельницкого, подавляющее большинство жителей села взяло в ней активное участие на стороне восставшего народа. Уже в 1648 г. она вместе с ксаверивцами принудила иезуитов убегать в Польшу. Значительная часть земель иезуитского коллегиума и польской шляхты перешла в руки Недашковской окраинной шляхты, в частности, в селах Игнатопиль и Ельцудив.
Недашковцы также забрали земли польского шляхтича И. Свидерского. В 1651 г. он обратился к наместнику городского в Житомирском замке с протестом против того, что Иван, Андрей и Мишка Недашковские захватили его земли возле села Недашки в июле—сентябре 1650 г. и вынесли на свои земли борты и забрали збижжя.
После окончания войны иезуиты возвратились в Ксаверив, однако все их попытки возвратить Игнатопиль были неудачными. Как упоминается в одном из документов того времени, недашковцы «поздравляли» иезуитских прокураторов выстрелами.
Активное сопротивление польским шляхтичам и иезуитам не прекращалось и в последующие года.
В 1691 г. иезуиты захватили скот недашковцев, который выпасался в их землях в с. Игнативка. Узнав об этом, жители Недашек догнали иезуитов и не только отобрали свой скот, но и выгнали иезуитов с Игнативки. Пренебрегая решением Люблянского трибунала о возвращении Игнативки овручским иезуитам, недашковцы оставили за собой эти земли. Позднее с. Игнативка влилась как одна из улиц в село Недашки.
Недашковцы также активно участвовали в вооружённом выступлении против польского магната Франчишика Потоцького в феврале 1696 г., когда тот собрал в с. Мошки окраинную шляхту для разбора её привилегий. В ходе вооружённой стычки польский военный отряд разгромлен, а сам Потоцкий с позором убежал.
Большой трагедией для недашковцев стали постоянные опустошительные набеги татар. Ведь с 1240 по 1709 гг. на территорию современной Житомирщины осуществлено свыше 800 набегов татар, из них 40 опустошительных. Вместе со своими соседями жители Недашек мужественно защищались от агрессоров. Когда же силы были неравными, прятались в лесах, в лозах, на болотах. До сегодняшнего дня в селе сохранились пересказы о страшной татарской неволе. «Орда татарская шла, прятались люди в лозах, брали татары людей в неволю, женщин мучили», — пересказывал старожил села Т. И. Недашковский.

### Недашки в XVIII веке
В 1795 г. в результате третьего деления Польши вся Правобережная Украина отошла к Российской империи. История Украины вступила в новую фазу.
В XVII веке крестьяне с. Игнатовки, у которых соседи, Недашковские из имения Недашки, отогнали скот, призвали на помощь Козаков Палия, отняли свои волы и нанесли Недашковским сильные побои. После Андрусеевского перемирия 1667 года местность осталась в составе Польши и находилась под её властью до 1793 года.
После второго деления Польши в 1793 году эти земли отошли в состав России. После воссоединения Правобережной Украины с другими украинскими землями в составе России, село вошло в состав Киевской губернии.
Дворяне Недашковські (Недашковские) указаны в списках следующих лет:
1804 — В «Wiadomość Powiatu Wasylkowskiego o Szlachcie Czynszowey, którży przedstawili swoie Dowody, którży przyznani, którży niedokazali szlachectwa, oraz którży niedostawili swoich Dowodów z Obiasnieniem Ich Imion y Przezwisk, Liczby Dusz, w iakiey wsi po Rewizyi są zapisani 1804 Roku sporządzona»;
1811 — Веприк. Именная ведомость о безпоместном и безчиновном дворянстве или шляхте сочтенном по Васильковскому повету по новопроизведенной в 1811 году ревизии;
1815 — Волиця. Чернецький Євген. Шляхта Васильківського повіту Київської області за сповідальними розписами православних храмів початку XIX ст.
1843 — Жидівська Гребля, Юшків Ріг Т. Списки дворян I и II разрядов Таращанского уезда за 1843 год.
Согласно итогам деления с. Недашки входило в Киевское воеводство Волынской губернии Овручского уезда. Которой же была численность и занятия его населения во второй половине XVIII — начале XIX ст? По ревизским сказкам (ведомостям) в 1816 г. в Недашках проживало свыше 150 человек мужского и женского пола.
Тогдашние семьи, которые проживали в «домах», были довольно большими, многодетными. Так, в доме, хозяином которого был 90-летний Василий Владимирович Латушиевич — Недашковский, рядом с ним жили его 60-летняя жена Марина Матвеевна, их сыновья — Матвей, 26-летний Савва и 20-летний Николай. Савва имел 20-летнюю жену Марину Иванову и годовалую дочь Варвару. Младший же Николай держал 18-летнюю жену Марфу Иванову, от которой имел двух детей — девочек — 5-летнюю Марину и 3-летнюю Екатерину.
Этот и другие факты свидетельствуют, что в тот период нередки так называемые ранние браки, когда матерью становились в 12—13 лет.
Рядом с семьями Недашковских в селе проживали Латушиевичи и Дидковские. Предком Латушиевичей был Лашук Демьянович (участвовал в поездке представителей заушской шляхты к Сигизмунду-Августу). Семья Дидковских появилась в Недашках вследствие браков с местными жителями в 50-е гг. XVIII века. Дидковские были выходцами из села Дидковичи. Как и недашковцы, они принадлежали к окраинной шляхте, имея соответствующие грамоты от литовских князей и польских королей.
Род Недашковских имеет черты потомков древних литвинцев, а в науке — прибалтов: высоких, светлых, стройных.
Род Дидковских имеет черты южного типа. Лица смуглые, глаза чёрные. Они, скорее всего, потомки древних земледельцев трипольских пор, старых украинцев, земледельцев плодородных чернозёмов.
По воспоминаниям жителя села Дмитрия Сильвестровича Недашковского (который родился в 1899 г.), на улице Куцовка жили Недашковские и Дидковские.
Селились родами, гнездами, «грудами», как говорили в давность.

### XIX век
После реформы 1861 года отменено крепостное право.
Недашковские сохранили дворянские звания. Биография одного из Недашковских, участника восстания 1863—1864 гг.: Недашковский Григорий Семенович Род. ок. 1840 г. Место рождения: Волынская губ. Дворянин. «3а хранение у себя так называемых „золотых грамот“ возмутительного содержания» выслан на житье под надзор полиции в Архангельскую губ. С 23.06.1866 отбывал наказание в Пинеге. «Поведения неодобрительного, занимался картёжной игрой и мошенничеством». С начала 1870 г. причислен к Архангельскому городскому мещанскому обществу. Получал арестантскую дачу. Женат. Освобожден от надзора полиции в 1871 г.
Дидковские жили в уголку Лазаре. В уголках Плотина, Игнативка в направлении на Ксаверив жили оба рода. Недашковская окраинная шляхта за своим образом жизни и бытом отличалась от жителей окружающих сел: употребляла украинский язык, имела сильные православные религиозные традиции.
Основным занятием жителей села было земледелие. Окраинная шляхта преимущественно сама обрабатывала землю. Обувались недашковцы в лыковые лапти, одежду изготовляли из меха или домотканного сукна. Рядом с земледелием занимались рыболовством, имели численные борти, охотились на лесного зверя, вылавливали бобров.
Занимались также производством дёгтя и смолы. В те времена смолокурни и «поташеви буди» ценились на уровне бобровых гонов и бортей. Из второй половины XVII ст. 12 пудов поташа стоили 1000 крб., при этом чистый доход составлял 500 крб. К тому времени это очень большая сумма денег. Поташ высылали большими транспортами на Запад, где его использовали, главное, для производства пороха.
Прекрасное описание земель, которые принадлежали недашковцям, содержится в земской книге Овруцького уезда 1798 г. В ней указывается, что Недашковским издавна принадлежала вотчинная земля в урочище «остров Кутивка», что лежало над рекой Звиздаль, «с полями пахотными и непахотными, обсемененными и необсемененными, борами, лёссами, сенокосами, дубровами, лугами, пастбищами, бортными деревьями и небортными, соснами, крымами, знаками и натесами, с пчелами и без пчел, реками и речками, прудами и прудищами с правом ловли в реках рыбы разного рода, с бобровыми гонами, звериной ловлей, постройкой дегтевых майданов, а также и смоляных со всемы застройками и вообще со всемы к этой части принадлежащими».
Однако рост количества наследников, дробление преемственной земли-службы между наследниками привели к тому, что земля уже не могла их всех прокормить. Поэтому не удивительно, что представители рода-основателя села Недашковских вынуждены перейти на проживание в другие населённые пункты, искать другие занятия. В начале XVIII ст. в документах упоминаются недашковцы, что проживали в Овручи, в с. Мошки и др.
После вхождения Правобережной Украины в состав России перед окраинной шляхтой явился вопрос о подтверждении своего «благородного» происхождения. Суть дела в том, что в 1785 г. русская царица Екатерина II распространила на украинские земли права русского дворянства. Это было логическим следствием лишения Украины автономных прав — сословная низменность её населения приравнена к сословному делению населения России.
Претендентам на дворянство необходимо довести свои права. Как и представители других родов, Недашковская окраинная шляхта начала разыскивать доказательства своего дворянского происхождения, изучая хроники, универсалы, земские книги и другие источники истории Украины. Наконец роды Недашковских и Дидковских, которые проживали в Недашках, на основе исторических документов и свидетельств представителей соседних родов довели дворянскому собранию своё право на принадлежность к дрибнопомистного дворянства.
Важным событием в истории Недашек стало открытие в 1799 г. церкви св. Апостола Иоанна Богослова. Она построена на месте старой церкви, которая сгорела. Следы её существования относятся к XV—XVI вв. Строительство новой церкви стало возможным лишь за счёт добровольных пожертвований всех жителей села. Она представляла собой деревянное сооружение, покрытое железом и выкрашенное голубой краской. При церкви также находилась колокольня.
1888 г. — Недашковская церковь капитально отремонтирована, к ней пристроена новая колокольня.
Для священника роды Недашковских и Дидковских выделили 18 десятин земли под усадьбу и огороды.
Реформа 1861 г. не внесла коренных изменений в систему землевладения в Недашках. Ведь Недашковские дворяне обрабатывали землю сами и лишь в исключительных случаях использовали работу зависимых крестьян. В частности, в период проведения реформы в имении дрибнопомистних помещиков Степана, Давида, Константина и Ивана Недашковских работало 4 крестьян. В имении Григория, Андрея, Николая и Якова Недашковских — трое крестьян. В процессе проведения реформы ликвидирована зависимость крестьян от помещиков. Крестьяне также получили земельные наделы. В частности, крестьяне, которые работали на дворян Недашковских, получили 26 десятин 496 сажень земли, а те, которые работали на Дидковских, — 9 десятин 2397 сажень земли. За получение земли крестьяне каждый год платили денежный оброк в сумме 5 крб. 40 коп. серебром из каждого двора или отрабатывали 34 дня (20 летом и 14 зимой) на помещика. А также крестьянам отпускалось по 36 телег дров на двор из леса, который принадлежал Недашковским. За это крестьяне выполняли повинности на протяжении 8 дней в год или платили деньгами 2 крб. серебром из двора.
Отмена крепостного права привела к важным изменениям в других общественных сферах. Расширяется сеть образовательных учреждений. В 1892 г. открыто одноклассное народное училище в Недашках. Численность населения Недашек быстро возрастает. Если в 80-е года в селе начислялось 187 дворов, в которых проживало 1492 мужчины, то в начале XX ст. количество дворов увеличилось до 364, в них проживало уже 2088 жителей.
В настоящее время в селе работало 3 лавки и действовали 3 ветровые мельницы. Обеспечение правопорядка положено на полицейский пост в составе пристава и 5 полицейских.

### Недашки в XX веке

#### Недашки в 1917—1920 гг.
В 1900 году крестьянская слобода Недашковская насчитывала 14 дворов и 68 жителей, главное занятие которых было — земледелие по трехпольной системе, площадь земель — 421 десятина (стр. 1135 "Списка населённых мест").
В августе 1914 г. наибольшие государства мира решили первую мировую войну. Уже за несколько месяцев её ощутили и в Недашках — в русскую армию мобилизовано больше двухсот жителей села, из которых 132 не возвратились домой. Полным кавалером Георгиевских Крестов за своё мужество стал житель Недашек С. И. Закусило.
Война стала мощным поводом к революционному взрыву. Свержение самодержавия в ходе Февральской революции 1917 г. и развал Русской империи в ходе национально-освободительных революций, положительно воспринятые широкими массами крестьянства, которые связывали с революцией ожидания на решение земельного вопроса и прекращение войны. Буквально через месяц после прихода к власти на Украине Центрального Совета по селам, в том числе и в Недашках, началось массовое создание ячеек «Крестьянского союза», какая стала, по сути дела, выразителем и защитником интересов крестьян. Однако нерешительная политика руководства Центрального Совета в решении насущных потребностей крестьянства вызвала разочарование её деятельностью.
Из осени 1917 г., особенно после победы Октябрьского вооружённого восстания, большинство украинских крестьян свои надежды на коренные изменения связывают с большевиками. В начале 1918 г., вскоре после вступления большевистских войск в Киев, в Недашках установлена советская власть.
В 1918—1920 гг. Украина стала ареной отчаянной гражданской войны, когда в жестоком противоборстве сцепились многочисленные претенденты на власть, оружием решая, кто и какой формой правления заступит старое устройство. Для недашковцев это годы тяжёлых потерь односельчан, которых судьба нередко разводила по разные стороны баррикад. Село также страдало от постоянных реквизиций хлеба и скота воюющими сторонами. В конце концов, весной 1920 г., после разгрома Красной Армией белополяков, в Недашках восстановлена советская власть.
Однако осенью 1920 г. военные действия снова докатились к Недашок. В ноябре 1921 г. близ села пролёг путь вооружённых отрядов генерала Ю. Тютюнника, которые перешли польско-советскую границу с надеждой восстановить власть Украинской Народной Республики.
Тем не менее, не получив поддержки со стороны местных жителей, отряды Ю. Тютюнника окружены войсками Красной Армии неподалёку с. Миньки и в жестоком бою разбиты. Об этих событиях и сейчас помнят старожилы села. Рассказывают, что в Недашках стоял штаб конной бригады Г. И. Котовского, что сыграла главную роль в разгроме Тютюнника.

#### Недашки в период НЭПа
С 1921 г. с. Недашки входило в состав Ново — Воробьёвской волости Овруцького уезда, а с 1923 г. — к Базарского района Коростенской округи Волынской губернии. К Недашковской сельсовета также входило село Малинка (теперь нежилое село Народичского района). В 1926 г. в селе в 457 дворах проживало 2283 мужчины.
В начале 20-х годов в селе создана партийная ячейка. В 1927 г. Недашковская организация КП/бы/В насчитывала 5 членов. 14 Партийная организация в своей деятельности опиралась на комсомольскую ячейку и комитет неимущих крестьян (КНС). В 1921 г. членами комитета неимущих крестьян были М. П. Дидковский, В. И. Недашковский, С. Д. Недашковский, И. Романенко. Возглавлял КНС Г. Ф. Недашковский, а потом В. И. Дидковский — участник гражданской войны. Василий Иосифович пользовался большим авторитетом среди односельчан. На протяжении 5 лет (1925—1930) его избирали членом Базарского райисполкома.
Новая экономическая политика, внедрённая в стране в 1921 г., стимулировала развитие сельскохозяйственного производства. Вместо реквизиций у крестьян зерна правительство обложило их воздержанным налогом. Открылись широкие возможности для развития разных форм сельскохозяйственной кооперации. Так, в Недашках действовали потребительское, молочарское, кредитное меньше общества. В 1926 г. молочарское общество охватывало больше половины жителей.
С целью общего возделывания земли часть крестьянских хозяйств объединилась в артель им. 1 Мая, которая создана в селе в 1928 г. Возглавлял артель Михаил Павлович Дидковский. В 1929 г. на землях артели выращивалось С га ржи, 7 га озимой пшеницы, 40 га овса, 20 га клевера и 10 га картофеля.
Для укрепления материальной базы коллективного хозяйства в 1928 году в Недашках создано машинно-тракторное общество.
20-е годы были периодом невиданного расцвета украинской культуры и образования. В селе большинство детей посещало 4-классную трудовую школу. В 1929 г. гостеприимно отворила дверь новая 7-летняя школа. Первым директором школы стал Лосинский Владимир Иосифович.
Проводилась работа по борьбе с неграмотностью, центром которой стали пункт ликбеза и дом-читальня.
По инициативе комсомольцев при сельском клубе созданы музыкальный и драматический кружки и духовой оркестр. Под руководством Ивана Дидковского школьники овладели основами музыкальной грамоты. Ни один праздник, торжественный вечер в селе не проходил без участия духовиков.

#### Недашки в 30-е годы
Значительному положительному сдвигу в социально-экономическом развитии села причинён непоправимый вред в начале 30-х годов, когда И. Сталин и его окружение взяли курс на ускоренные методы коллективизации. Заброшена сельскохозяйственная кооперация, которая так хорошо зарекомендовала себя в 20-е годы. Ведь считалось, что колхозники не могут быть участниками специализированных кооперативов. Вместе с тем ускоренными темпами шёл процесс образования колхозов на основе отчуждения основных средств производства у его членов.
В 1929 г. в самих Недашках уже действовало два колхоза — «1 Мая» и «Большевик». Ещё два коллективных хозяйства созданы из хуторских дворов — «Красное поле» (ныне с. Вишнянка) и «Красный плугарь» (ныне с. Червоный Плугарь).
Первыми организаторами колхозов были Надежда Иосифовна Недашковская, Михаил Павлович Дидковский, Иван Степанович Недашковский, Семен Дмитриевич Недашковский, Иван Федорович Дидковский, Василий Иосифович Дидковский, Иван Максимович Закусило. Большую помощь в организации колхозов предоставлял директор 7-летней школы коммунист В. Й. Лосинский. С 1935 года Лосинский В. Й. возглавил Базарскую среднюю школу, затем был завроно. В войну ст. политрук 40 армии, погиб в январе 1943 года и похоронен в Воронежской области.
Следствием сталинской коллективизации в украинском селе стал страшный голодомор 1932—1933 гг. Не обошла эта беда и недашковцев. Когда в большинстве жителей села исчерпались последние запасы, они начали употреблять в пищу всё, что находили. Это привело к проявлениям голодовой дистрофии, тяжёлых желудочных заболеваний. Много семей ощутили на себе костлявую руку смерти. По нашим подсчётами, осуществлённым на основе данных «Книги регистрации актов о смерти», в 1932 г. в Недашках умерло 50 человек, а в 1933 г. — уже 143 чел., причём причина смерти 68 чел. не определёна, в 1934 г. — 115 чел., из них по неизвестным причинам (то есть в основном от голода) — 43 чел.
Лишь в середине 30-х годов колхозы понемногу встали на ноги. Этому оказывала содействие, в частности, отмена продразверстки и укрепление их материально-технической базы. В Недашках в 1934 г. машинно-тракторное общество преобразовано в машинно-тракторную станцию (МТС). В 1936 г. колхозам вручены акты на пожизненное пользование землёй.
Ускоренная коллективизация сопровождалась уничтожением «классово-вражеских» элементов на селе, к которым отнесена относительно зажиточная часть крестьянства.
Уже осенью 1929 г. в Недашках арестована группа зажиточных крестьян, среди них и Недашковский Василий Васильевич. Продолжительное время он сидел в тюрьмах в Базаре, Малине, Житомире без суда и обвинения. Лишь в начале 1932 г. постановлением «тройки» при Коллегии ДПУ УССР Недашковский В. В. выслан на рудники в г. Свободний на 3 года. В 1934 г. Василию Васильевичу разрешено возвратиться домой, однако в связи с убийством Кирова это решение отменили и без суда направили Недашковского В. В. в Карелию без права выезда, а потом перевели на строительство Биломор-Балтийского канала. Лишь в 1938 г. Недашковскому В. В. после длинных мыканий разрешено приехать с семьёй к отцу.
В начале 1930 г. арестовали Дидковского Николая Степановича. Постановлением начальника оперативной группы Базарского района с обвинением в «проведении антисоветской агитации среди населения с целью срыва мероприятий, которые проводила Советская власть на селе», Николай Степанович выслан в Иркутскую область. Здесь работал строителем на железной дороге, в 1941—1945 гг. воевал против фашистов.
13 марта 1930 г. на внеочередном заседании президиума Базарского райисполкома рассматривался вопрос о раскулачивании и выселении кулаков из района. По Недашковскому сельсовету «решено»: раскулачить и выселить за границы района Недашковского Ивана Иосифовича, Дидковского Луку Ивановича, Дидковского Иосифа Даниловича, Недашковского Павла Васильевича, Недашковского Ивана Михайловича, Недашковского Михаила Дмитриевича, Шваба Никиту Петровича, Недашковского Александра Михайловича, Недашковского Петра Ивановича, Дидковского Виктора Федоровича, Недашковского Павла Ивановича, Недашковского Василия Ивановича, Пинского Суру, Дидковского Ивана Степановича, Дидковского Павла Самойловича, Дидковского Гаврилу Зиньковича, Недашковского Григория Васильевича, Недашковского Василия Васильевича, Недашкивского Павла Лукича, Недашковского Павла Михайловича; раскулачить и выселить за границы УССР — Карпенка Степана Матвеевича; раскулачить и расселить в пределах района — Недашковского Антона Дмитриевича; раскулачить и оставить на месте — Недашковского Илью Талимоновича, Недашковского Степана Севериновича.
Вторая волна «ликвидации кулачества как класса» началась с весны и продолжилась до конца 1931 года. Её жертвами стали ещё десятки недашковцев.
Репрессивная линия против крестьянства связана с наступлением против отдельных группировок в городе и на селе (так называемые монархические элементы, украинские буржуазные националисты). Одним из первых инспирированных процессов сталинской поры был процесс против «Союза освобождения Украины», который состоялся в 1930 г. Аресты, связанные с этим процессом, докатились и до Недашек. Как «активные» члены «СВУ» арестованы и осуждены колхозники Возненко Иван Григорьевич, Недашковский Павел Васильевич, Недашковский Степан Иванович, Недашковский Михаил Николаевич, Дидковский Степан Андреевич, Баранович Степан Григорьевич, Дидковский Павел Семенович. «Возглавлял» группу местный учитель Дидковский И. Г.
С середины 30-х годов сталинский террор приобрел широкие масштабы. Его жертвами стали и жители Недашек — члены партии и беспартийные, руководители колхозов и простые колхозники, учителя и врачи.
В августе 1937 г. арестован сапожник Дидковский Петр Данилович, который через два месяца по постановлению «тройки» УНКВД расстрелян.
Аресту подвергся также служитель культа Дидковский Максим Васильевич, который осуждён до 10 лет исправительно-трудовых лагерей.
В октябре 1937 г. базарскими НКВДистами «разоблачена» антисоветская группа, в которую входили колхозники Недашковский Михаил Дмитриевич, Недашковский Федор Маркович и учётчик колхоза Дидковский Григорий Илькович. Все они осуждены к высшей степени наказания — смертной казни. В этом же месяце арестовали слесаря МТС Дидковского Анатолия Никитовича. Как свидетельствует выписка из протокола № 9 заседания тройки при Житомирском облуправлении НКВД от 2 ноября 1937 г., он обвинён в том, что проводил среди колхозников «контрреволюционную агитацию, распространял провокационные слухи о войне, группировал вокруг себя колхозные массы, призвал их с оружием в руках выступать против существующего порядка, восхвалял расстрелянных врагов народа, проявлял террористические расположения духа». Понятно, что за такие тяжёлые «преступления» Дидковского А. М. осудили к смертной казни.
В ноябре 1937 г. арестован Дидковский Павел Семенович. Его обвинили в «антисоветской деятельности, за расширение клеветнических мыслей об антидемократичности сталинской конституции». Особым совещанием при Наркомате Внутренних Дел УССР от 2 января 1938 г. Дидковский П. С. осуждён к 10 годам исправительно-трудовых лагерей. Тем не менее, виновным себя Павел Семенович не признал. Больше того, он нашёл в себе силы начать борьбу за отмену несправедливого приговора. Из Каргополь-лагеря направил жалобу на имя прокурора Житомирской области. «Мой арест, — писал Дидковский П. С., — вымысел бывшего начальника Базарского НКВД и ряда свидетелей. Прошу также принять во внимание, что все мои просьбы дать мне возможность опровергнуть лживые обвинения соответствующими документами и свидетельствами свидетелей следователям были отброшены и даже свидетелям мне было запрещено задать хотя бы один вопрос».
После повторного расследования дела, которое велось все тем же Базарским райотделом внутренних дел, приговор оставлен в силе.
В 1940 г. уже жена Дидковского П. С. написала жалобу в Комиссию советского контроля СССР, однако и на этот раз ответ был отрицательным.
И лишь в 1957 г. после очередного обращения к областному прокурорусамого Павла Семеновича, который прошёл все испытания лагерного ада, дело пересмотрено и его признали невиновным. Накануне 1938 г. репрессированы колхозники Дидковский Иван Федорович, член ВКПб, и Дидковский Василий Степанович. Их снова осудили к исключительной степени наказания. А дело Дидковского Кузьмы Федоровича, конюха колхоза, арестованного в 1938 г., в связи с его «особой значимостью» рассматривало даже Особое совещание НКВД СССР. Кузьма Федорович осуждён к второй категории — 10 лет лишения свободы в исправительно-трудовых лагерях. Когда началась Великая Отечественная война, Дидковский К. Ф. направлен на фронт в штрафной батальон, где героически погиб в боях против фашистов.
В марте 1938 г. Базарским райотделом НКВД «обезврежена» целая «украинская националистическая военно-повстанческая организация», что ставила себе целью «путём вооружённого переворота повалить советскую власть, отделить Украину от СССР и присоединить её к Польше или Германии». В связи с этим делом в селе арестовано 14 человек, подавляющее большинство которых было выходцами из середняцких семей, работали в колхозах или вели единоличное хозяйство. «Возглавляли» антисоветскую организацию Возненко И. Г. и Баранович С. Г., которые возвратились после отбытия наказания по процессу «СВУ». Арестованные подвергнуты жестокому истязанию. Один из осуждённых в этом деле, который чудом остался жив, в 50-е года вспоминал: «В камере предварительного заключения я спросил Возненка, почему он на меня наговорил. На что тот ответил: „Если бы тебе дали столько ударов по ногам, ты бы также не выдержал такого издевательства“».
17 апреля 1938 г. дело о «контрреволюционной организации» в с. Недашки рассмотрено на заседании «тройки» при Житомирском управлении НКВД. Приговор «тройки» был очень суровым. Почти всех арестованных осудили к расстрелу. Среди них: Возненко Иван Григорьевич, Баранович Степан Григорьевич, Нестеренко Алексей Герасимович, Закусило Семен Иосифович, Недашковский Михаил Талимонович, Недашковский Василий Гаврилович, Дидковский Иван Иванович, Недашковский Михаил Николаевич, Недашковский Иван Илькович, Недашкивский Иван Федорович, Дидковский Никола Андреевич, Дидковский Петр Андреевич, Дидковский Степан Андреевич.
Жители села всегда помнили о невинно погибших во времена сталинизма односельчанах. В конце апреля 1990 г. по инициативе правления местного колхоза им. Гагарина (руководитель хозяйства М. П. Дидковский) в Недашках сооружён мемориал репрессированным жителям села.
В 30-е года в селе произошли разительные изменения в социально-культурной сфере. Благодаря самоотверженной работе недашковцев построен клуб, медпункт, родильный дом, мастерская бытового обслуживания.
Во второй половине 30-х годов в школе, которая была полной средней, свыше 20 учителей во главе с директором школы П. Г. Еною учили более 500 детей. Высоких успехов в воспитании детей достигли Недашковские педагоги М. М. Бегун, И. Д. Иваненко, М. Д. Кугай, Н. С. Вдовенко, А. Г. Евтушок.
В 1939 году в школе состоялся первый выпуск десятиклассников. Из двадцати учеников десятого класса двое — Ш. Гольдман и А. Дмитренко — выпускные экзамены составили на отлично и получили аттестаты с правом вступления без испытаний в любое высшее учебное заведение страны.
Районная газета «Коллективист» от 24 июня 1939 года посвятила целую страницу первому выпуску Недашковской школы. Выпускник учебного заведения рассказал читателям газеты о своих жизненных планах. «Заканчивая 10 класс,… каждый ставит себе вопрос — куда пойти учить? — писал Я. Гузь. — Одни виднеются быть красными артиллеристами, вторые — учителями, врачами и т. д. Мое стремление — вступить в Бердичевский учительский институт на физико-математический факультет и, закончив его, стать учителем».

#### В годы Второй мировой войны
Больше 300 жителей Недашек вступили в ряды Красной Армии, сотни мужчин работали на строительстве Коростенского укреплённого района.
Гитлеровцы рвались вглубь страны, выматывая врага в упрямых затяжных боях, Красная Армия, сама не испытывая больших потерь, вынуждена была отступать.
В середине июля 1941 г. линия фронта приблизилась к Малинскому району. Когда попытки фашистов с ходу завладеть Киевом потерпели неудачу, немецкое командование решило отрезать 5-ю армию, части которой велели тяжёлые оборонительные бои на Малинщини, от Днепра, окружить и уничтожить её, ликвидировав таким образом угрозу фланга своих войск, которые наступали на столицу Украины.
За Недашки, как и за соседние населённые пункты края, завязались кровопролитные бои. «После жестоких боев под Дубна наш полк был перекинут под Малин — важный стратегический пункт Юго-Западного фронта — для поддержания огнём первой авиадесантной бригады и задержки продвижения врага. Сделав ночной марш, мы заняли оборону в районе Дуброва — Недашки, — упоминал участник оборонительных боев на Малинщине В. Соколов. — Ранним августовским утром командор дивизиона капитан Конопльов вызвал меня на командный пункт и мы пошли на рекогносцировку местности…
В скором времени разведчик Арсентьев доложил: „Ориентир 1, отдельное дерево, влево 2-00, вражеские танки!“ Действительно в стереотрубу можно было видеть, как со стороны Стариков Вороб’йв под прикрытием танков продвигались гитлеровцы…
Быстро подготовив данные для стрельбы, я скомандовал: „По танкам! Батарея, быстрый огонь!“
Прозвучали выстрелы, снаряды разрывались возле танков. А когда развеялся дым, мы увидели, что два танка были подбитые, а другие возвратились назад. Атака врага сорвалась. В этот же день на наблюдательный пункт прибыли два корреспонденты из газеты „Красная Армия“, а в скором времени в ней была напечатана целая полоса, посвященная нашей батарее… Взбешенные гитлеровцы бросались все в новые и новые атаки, но каждый раз артиллеристы своим точным огнём при взаимодействии с десантниками отбрасывали вражеские орды от Малина, уничтожая живую силу и технику стервятников».
В двадцатых числах августа опасность прорыва фашистами обороны стала резко возрастать. В этой ситуации советское командование приказало контратаковать противника на рубеже Недашки-Ксаверив — Охотовка.
Неожиданный удар советских войск позволил основным частям армии отступить.
Героической обороной, в том числе и в районе Недашек, наши войска сковали действия главной группировки противника, чем сорвали планы овладеть Киевом.
Силы были неравные. В конце августа 1941 г. Недашки оккупировали фашисты. Немецкие палачи начали кровавую расправу над мирными жителями. Оккупанты разрушили колхозные здания, МТС, Дом культуры и много жилья колхозников.
В селе создана подпольная группа.
13 ноября 1943 г. воины Красной Армии принесли недашковцам освобождение.
В боях за село погибли десятки воинов. И в декабре 1943 г. неподалёку от села можно снова слышать грохот боя. Фашисты перешли в контрнаступление, стремясь снова опрокинуть Красную Армию за Днепр. 274 жителя села вышли за окраину строить оборонительные линии: насыпи, рвы, окопы. В основном это женщины, старики, подростки.
В селе создались также специальные пункты, где население подавало медпомощь раненным воинам. Женщины собирали для бойцов по домам продукты питания, готовили пищу.
А тем временем фронт все дальше перемещался на запад, и в боях за освобождение территории Правобережной Украины приняли активное участие и недашковцы. Одни из них надели военные шинели ещё в 30-е года, другие взяли в руки оружие в 1941 г. и в 1943—1944 гг. Одним судилось пройти через ад войны и уцелеть, другим — упасть на поле боя далеко от родительского дома.
Талимон Дмитриевич Недашковский к войне был одним из организаторов коллективного хозяйства, даже возглавлял колхоз «Красное поле». В 1939 г. пошёл в армию, принимал участие в освободительном походе в Западную Украину. В годы Великой Отечественной войны служил командиром пушечного расчёта. 19 сентября 1943 г., во время освобождения города Дубна, был смертельно ранен в живот.
Очень часто старожилы Недашек упоминают теплым словом своего довоенного главу сельского совета Степана Ильича Недашковского. Когда началась война, он одним из первых пошёл на фронт. Своим мужеством и отвагой завоевал заслуженный авторитет среди однополчан. И не судилось Степану Ильичу дожить к Победе. Вражеский шар оборвал жизнь старшего сержанта Недашковского, когда он повёл в наступление своих товарищей.
Адам Павлович Дидковский в 1940 г., после окончания с похвальным письмом 10 классов Недашковской школы, вступил на обучение в Киевский пединститут. Однако, в связи с трудными материальными условиями в семье, вынужден перейти на заочное отделение. Заодно он работал учителем математики в соседнем селе Дубрава.
Когда началась война, Адам Павлович направлен на обучение в 2-е Киевское артиллерийское училище. Как командир взвода принимал участие в оборонительных боях на подступах к Сталинграду. Попал в окружение и взят в плен. После нечеловеческих истязаний погиб в одном из фашистских концлагерей.

#### Недашки в послевоенные годы
Трудной была первая весна после освобождения. Пришло благодатное время пахать, сеять зерно в согретую землю, а техники, тягловой силы было маловато. Поэтому значительную часть работ люди выполняли вручную. На бороновании широко использовали коров. А когда скот не выдерживал, нередко впрягались сами люди. Надо было думать и заботиться о хлебе, который всему голова. И снова, как раньше, основное бремя падало на женские плечи. А какой радостью было, когда в село, хотя бы на несколько дней в отпуск, возвращался фронтовик.
Тем не менее, постепенно, благодаря самоотверженной работе недашковцев, село возрождалось. Окрепшая материальная база МТС, которая в конце 1940-х получила 4 трактора на гусеничном ходе, работавшие на керосине, а в 1953—1954 гг. — 4 дизельных трактора Т-75.
В скором времени пришли и первые успехи на районном уровне. И 1950 г. колхоз «Большевик» успешно выполнил план засыпки зерна семени зернобобовых. Колхоз им. 1-го Мая провел собирание зерновых на площади 508 га на 25 дней раньше, чем в предыдущем году. Лен из площади 110 га собран в этом хозяйстве за 15 дней.
На районную доску почёта за успешное завершение осеннего сева озимых занесён колхоз «Красное поле» (глава И. В. Дидковский).
Признанием трудовых достижений жителей Недашек было избрание в 1959 г. их земляка Недашковского Григория Иосифовича депутатом Житомирского областного Совета депутатов трудящихся. Григорий Иосифович ещё совсем молодым пошёл работать к местному колхозу «Большевик». В годы Великой Отечественной войны — на фронте, награждённый тремя боевыми наградами, демобилизовавшись из армии, работал трактористом в Базарской МТС № 1, с 1958 г. — трактористом в колхозе им. Ленина. 3а добросовестную работу Григорий Иосифович награждён орденом Трудового Красного Флага.
Для восстановления колхозных ферм населения села сдавало в колхоз молодняк, часть коров закупили в Саратовской области.
Восстановила свою работу школа, медпункт, начали работать торговые точки. Начали восстанавливаться общественные помещения и знищен жилые дома. Усилиями недашковцев была отстроена местная церковь.
В начале 1950-х три Недашковских колхоза объединены в один — им. Ленина, который возглавлял И. В. Дидковский. Тем не менее, ощутимых изменений в развитии хозяйства при тогдашнем отношении к ним со стороны государства не произошло. Обязательные заготовки обессиливали хозяйства. Да и самые нормы их были завышенные, экономическое необгрунтовани. Не учитывались потери, которые при недосконалий технике были значительными.
В 1958 г., после укрупнения районов, Базарский район ликвидирован. Недашковский сельский Совет, которому подчинены села Вишнянка и Зелёная Роща, вошёл в состав Малинского района.
В 60-е годы благодаря самоотверженной работе недашковцев изменяется в лучшую сторону внешний вид села, благосостояние его жителей. В Недашках появилась электроэнергия. Сначала её вырабатывало три двигателя на территории «Сельхозтехники» (образовалась в 1963 г.), а с 1965 г. село подключено к централизованной электросети.
Улучшилась транспортная связь села с райцентром. К Малина начали ходить грузотакси. Через село Недашки проложена асфальтированная дорога.
Довольно успешно работали недашковцы и на колхозных полях, стремились не пасты задних. Районная газета «Советский Малин» от 27 сентября 1960 г. рассказывала об успешном завершении колхозом силосования кукурузы. «Высокая организация работы, правильная расстановка техники и транспортных средств дали возможность недашковцам досрочно, 25 сентября, завершить силосование кукурузы, 48 га королевы поля оставлены для собирания на зерно», — писал корреспондент газеты. Особенно он отмечал высокопроизводительную работу комбайнёра И. Недашковского, трактористов В. И. и С. Недашковских, водителей автомобилей П. и В. Недашковских, Р. и М. Дидковских.
В начале 70-х лет в Недашках насчитывалось 363 двора, в которых проживала 1 тыс. человек.
На территории села размещалась центральная усадьба колхоза «Октябрь», что имела в пользовании 3 тыс. га сельскохозяйственных угодий, в том числе 2,1 тыс. пахотной земли. В сели также работало отделение «Сельхозтехники».
В первой половине 70-х годов хозяйство выходит на новые рубежи. Получено по 10,8 цнт. зерна из гектара, по 3,7 цнт. льноволокна, по 130 цнт. картофеля и овощей.
Вследствие организованной племенной работы, укрепление кормовой базы увеличена производство мяса, особенно свинины, её себестоимость снижена с 223 крб. (1967 г.) до 148 (1973 г.).
Эти и другие успехи колхоза в значительной мере связаны с деятельностью его руководителей — главы колхоза Владимира Степановича Полевого, глав сельсовета Ивана Павловича Недашковского и Ивана Васильевича Дидковского. И. В. Дидковский был участником Великой Отечественной войны, принимал участие в обороне Ленинграда. В тяжёлые послевоенные года председательствовал в местном колхозе, за свою работу награждённый орденом Трудового Красного Флага.
Вообще за успехи в развитии сельского хозяйства свыше 120 работников колхоза, отмеченные орденами и медалями. Среди них Гаращук Надежда Степановна, свинарка, награждённая орденами Ленина, «Октябрьской революции». Знак почёта, а также медалями Всесоюзной выставки достижений народного хозяйства. Недашковская Варвара Ивановна, заведующая свинофермой, удостоенная орденов Ленина и Трудового Красного флага.
В средней школе села 23 учителя учили 264 учеников, действовал Дом культуры на 250 мест, библиотека с книжным фондом в 7,9 тыс. экземпляров, медпункт, дом бытовых услуг, два магазина.
В 50-е года в селе воскрешён духовой оркестр. Всё началось из того, что средняя школа закупила новые инструменты. Возглавить оркестр приглашён Василий Степанович Недашковский, один из участников сельского довоенного оркестра.
Первый Концерт, посвящённый 39 годовщине Октября, удался на славу. Окрылённый успехом, Василий Степанович ещё с большей энергией взялся за работу. Оркестр неоднократно принимал участие в районных фестивалях народного искусства и получал там высокие оценки.

#### После 70-х
В 70-е годы в сельском хозяйстве проводилась широкомасштабная акция укрупнения колхозов. Недашковское коллективное хозяйство объединено с дибривским (с центральной усадьбой в селе Дубрава) под названием «Зоря Полесья». Однако ожидаемых положительных результатов укрупнения хозяйств не принесло. Недашковская бригада в эти годы с большой трудностью справлялась с выполнением доказанных задач.
В декабре 1983 г. дибривске хозяйство разукрупнено на два хозяйства, одно из них с центральной усадьбой в Недашках (колхоз им. Гагарина). Возглавил новообразованное хозяйство опытный руководитель Поплавский Николай Дмитриевич, который к тому на протяжении девяти лет работал главой дибривского колхоза «Зоря Полесье».
С февраля 1986 г. колхоз возглавил Николай Петрович Дидковский. Молодой руководитель энергично взялся за дело. Хозяйство быстро превратилось в одно из лучших в районе. Руководитель хозяйства большое внимание уделял строительству объектов социально-культурного назначения. Всем селом сооружали новую двухэтажную школу. 1 сентября 1986 г. школа открыла свои двери для детей. На следующий год в селе построили сельсовет, дом для престарелых, вскоре Дом культуры, провели реконструкцию старого помещения школы под медамбулаторию. Все улицы села заасфальтированы.
В 1989—1990 годах сооружён мемориал репрессированным жителям села и землякам, погибшим в годы войны. Построен и ряд помещений сельскохозяйственного назначения. Среди них — животноводческие помещения, навесы для сушения сена, бани с парилками на всех фермах и т. п. По итогам работы района в 1989 г. хозяйство одержало первое место по строительству.
В июне 1990 г. Дидковского М. П. избрали на руководящую должность в район, где он работал председателем райгосадминистрации. За многолетнюю добросовестную работу в области сельскохозяйственного производства и органах государственной исполнительной власти, значительный личный взнос в социально-экономическое развитие района Николая Петровича Указом Президента Украины от 11 июля 1997 г. награждено отличием Президента Украины — орденом «За заслуги» третьей степени, позже звание заслуженного работника сельского хозяйства Украины. Ныне от возглавляет главное управление агропромышленного комплекса Житомирской облгосадминистрации. Руководителем хозяйства из июня 1990 г. стал Владимир Николаевич Кухтенко, который к тому работал главным агрономом колхоза «Коммунар» в Лесной Колонне.

## Знаменитые люди
- Народная артистка Украины Раиса Недашковская, кавалер ордена «Княгини Ольги», лауреат Премии им. Николая Островского. Художественный руководитель Театра «Под звёздным небом», основанного Киевским республиканским планетарием общества «Знания» Украины и Культурным центром «Мир — Л»[18].
- Юрий Недашковский — заместитель министра топлива и энергетики, возглавлял «Энергоатом» с февраля 2005 года. Также эту должность он занимал с июля 2000 года по февраль 2003 года.
- Александр Васильевич Недашковский — сепаратист, командир боевой группы в Приднестровье, член руководства партии Возрождения, который 20 июня 1992 года организовал отпор румыно-молдавским вооружённым группам в Бендерах, остановил начавшуюся панику, вместе с А. П. Катуновым сформировал ударный отряд бронетехники и захватил ключевой мост через Днестр, прорвался к центру города Бендеры для деблокирования осаждённого горсовета, принял яростный бой у забора химбатальона невмешивающейся 14-й армии, и погиб.
- Бартош Недашковский (пол. Bartosz.V.Niedaszkowski), известный польский популяризатор Йоги и Аюрведы, автор бестселлера «Joga i ajurweda»[19].

Всего на Украине проживает более 4000 человек с фамилией Недашковский.
Также тысячи Недашковских проживают в России и Беларуси.